# Ultima Underworld 2: Labyrinth of Worlds
Ultima Underworld 2: Labyrinth of Worlds (englisch für „Labyrinth der Welten“) ist ein Computer-Rollenspiel des US-amerikanischen Entwicklers Looking Glass Studios aus dem Jahr 1993 und als zweiter Underworld-Titel der Nachfolger zu Ultima Underworld: The Stygian Abyss. Anders als der Vorgänger ist es stärker in die Ultima-Spielreihe integriert und in der Spielhistorie etwa ein halbes Jahr nach Ultima VII – Die Schwarze Pforte angesiedelt. Das Spiel erschien über Origin Systems für DOS, FM Towns und NEC PC-9801.

## Handlung

### Hintergrundgeschichte
Während eines Gelages zur Feier des Wiederaufbaus Britannias umschließt der Guardian das Schloss von Lord British mit einer unzerstörbaren Hülle aus Schwarzfels. Der Protagonist muss nun während seines Abenteuers acht andere Welten besuchen. In wiederkehrenden Träumen erklärt der Guardian dem Avatar außerdem, wie weit sein Siegeszug in Britannia bereits vorangeschritten ist, oft mit Sprachausgabe.
Zugang zu fremden Welten erhält der Avatar aufgrund von Unachtsamkeiten des Zaubers des Guardian. So vermutet der Hofmagier Nystul, dass kleinere Abbildungen des Schwarzgesteins selbst sich innerhalb des großen Schwarzfels befinden und bei der Befreiung aus dem unangenehmen Gefängnis helfen könnten. Diese Vermutung stellt sich als korrekt heraus. In dem weitläufigen Kanalisationssystem des Schlosses („sewers“) steht eine kleinere Kopie des Schwarzfels. Der kleine Schwarzfels besteht aus acht Segmenten, die nach und nach aufleuchten und den Avatar in eine jeweils andere fremde Welt teleportieren. Innerhalb dieser fremden Welten erscheinen ihrerseits noch kleinere Kopien des Schwarzfels, die gefunden und (nach magischer Aktivierung durch Nystul) mit dem Schwarzfels im Kanalisationssystem der Burg verbunden werden müssen. Hierdurch kann der Zauber des Guardian empfindlich gestört werden.
Zur vollständigen Zerstörung des großen Schwarzfels, der die Burg umgibt, sind jedoch weitere Schritte notwendig. Zum einen müssen die Kraftquellen des Guardian in jeder der acht Welten deaktiviert werden. Hierzu ist die Hilfe einer Magierin aus der zweiten Welt notwendig. Außerdem muss ein magisches Horn mit starker destruktiver Kraft eingesetzt werden, welches sich in der siebten Welt befindet. Schließlich ist das Zauberbuch notwendig, aus dem der Spruch des Guardian zur Erschaffung des Schwarzfels stammt. Dieses kann man nach Beendigung aller anderen Aufgaben einer Kriegerin des Guardian („Mors Gotha“) vor einer geplanten Invasion Britannias entwenden.

### Spielwelt
In der ersten Welt (Prison Tower) findet sich der Avatar in einem mehrstöckigen Hochsicherheitsgefängnis wieder, das von Goblins bewacht und geführt wird.
Weitere Welten bestehen aus der schwebenden Festung Killhorn Keep, den Eishöhlen (Ice Caverns), der seltsamen Welt Talorus, der Zauberschule Scintillus Mage Academy, einer Strafkolonie namens Pits of Carnage und dem Mausoleum von Praecor Loth.
In der finalen achten Welt Ätherische Leere (Ethereal Void) muss der Spieler in einem surrealen Korridor mit Teleportern zunächst eine Pyramide und dann den Schrein der Spiritualität erreichen, um an die Kraftquelle der Guardians zu gelangen.
Jeder Level bietet Besonderheiten im Design und Gameplay. So erschweren die Eishöhlen das Fortbewegen durch die Glätte und es können Schneebälle nach Gegnern geworfen werden.

## Technik
Im Vergleich zum ersten Teil wurde das 3D-Fenster geringfügig vergrößert, auf etwas mehr als ein Viertel der VGA-Auflösung von 320×200 Bildpunkten. Durch eine erweiterte Farbpalette ist die Spielwelt etwas ansprechender als im ersten Teil gestaltet. Auch wurden Sprachausgabeteile in das Spiel integriert.

## Rezeption
Die Reviews der Fachpresse fielen wie schon beim Vorgänger überwiegend positiv bis überschwänglich aus. Beispielsweise beim PowerPlay Magazin 03/93 erreichte Ultima Underworld 2 94 %, im PC-Spiele-Magazin PC Player erhielt es in Ausgabe 3/93 ebenfalls eine Wertung von 94 von 100 Punkten. 2011 wird Ultima Underworld 2 beim Online-Review Magazin MobyGames mit 4.0 von 5 Punkten gewertet.